# Ageas
Pour les articles homonymes, voir Fortis.
Ageas est un groupe d'assurances belge, coté à l'Euronext.
Sous l'impulsion de Maurice Lippens, Fortis est né en 1990 de la fusion de AMEV, un assureur néerlandais, VSB Groep, un groupe bancaire néerlandais et Groupe AG, un assureur belge. À la suite de cette création, le groupe est très présent dans le Benelux grâce notamment à des acquisitions successives.
En 2007, Fortis forme avec Royal Bank of Scotland Group et Banco Santander un consortium pour lancer une offre publique d'achat sur ABN AMRO et démanteler cette dernière en partageant ses actifs parmi les membres du consortium. À partir de fin 2007, la crise des subprimes et les perturbations de marché mettent Fortis dans des difficultés de plus en plus graves, qui aboutissent à son démantèlement de fait entre octobre 2008 et mai 2009, les actifs de la société étant partagés pour l'essentiel entre le gouvernement des Pays-Bas et BNP Paribas, cette dernière ayant également acquis les droits sur la marque « Fortis ».
Désignée jusqu'en avril 2010 sous le nom de Fortis holding pour la différencier de Fortis Banque, vendu à BNP Paribas, le groupe d'assurances est renommé Ageas en avril 2010, afin de se distinguer progressivement de BNP Paribas Fortis. Ageas conserve le droit d'user du nom commercial « Fortis » pendant deux ans.
Elle est l'un des principaux actionnaires du groupe ING (6,2 %).

## Histoire
Fortis naît en 1990 de l'intégration des compagnies d'assurances AMEV (Pays-Bas), AG Group (Belgique) et la banque VSB (Pays-Bas).
Au cours des années 1990, le groupe fait l'acquisition du bancassureur belge CGER (acronyme de Caisse générale d'épargne et de retraite) entre 1993 (50 %) et 1997 (100 %), du Crédit à l'Industrie en 1995, de MeesPierson en 1997 et de la Générale de Banque en 1999.
En 1999, les entreprises du groupe sont fusionnées en deux pôles (banque et assurances) détenus à parts égales par deux holding faitiers, un belge et un néerlandais cotés distinctement.
Afin de finaliser opérationnellement les diverses fusions et de pallier les lenteurs générées par sa structure bicéphale, Fortis nomme son premier CEO, Anton van Rossum, en 2000. Sous son impulsion, les diverses activités acquises sont intégrées dans le groupe. Afin de pallier les problèmes de liquidité provoqués par cette structure bicéphale, le groupe crée en 2001 l'action Fortis, titre synthétique qui rassemble une action néerlandaise et une action belge. L'action Fortis est alors cotée aussi bien en Bourse d'Amsterdam que de Bruxelles[réf. nécessaire].
En 2005, Anton van Rossum est remplacé par Jean-Paul Votron. Le nouveau CEO hérite d'un groupe intégré et décide de lui faire mener une politique d'internationalisation volontariste avec un objectif double : accroître le bénéfice par action d'au moins de 10 % par an en moyenne durant la période 2005-2009, et porter à 30 % en 2009 la part du bénéfice généré hors Benelux (15 % en 2004)[réf. nécessaire]. Fortis est alors à son sommet : 23e groupe financier mondial en termes d'actif, il a une position dominante sur les marchés belges et luxembourgeois.
En février 2007, Fortis acquiert une participation de 50 % dans les activités d'assurance de Pacific Century Insurance pour l'équivalent de 451 millions, avant de faire une offre sur l'ensemble des actions pour près de 7 milliards de dollars de Hong Kong,.
En 2007, Fortis forme avec Royal Bank of Scotland Group et Banco Santander un consortium pour lancer une Offre publique d'achat sur ABN AMRO et démanteler cette dernière en partageant ses actifs parmi les membres du consortium. Après avoir dû faire une contre-offre à la suite d'un accord entre ABN AMRO et Barclays, l'acquisition est finalisée en septembre 2007, et Fortis lance une augmentation de capital de 13,2 milliards d'euros afin de financer partiellement l'acquisition qui se monte à 24 milliards.
En novembre 2007, le groupe d'assurance chinois Ping An annonce une prise de participation dans l'actionnariat du groupe à hauteur d'environ 4 %.
Toutefois, à partir de fin 2007, la crise des subprimes et les perturbations de marché provoquent une remise en question de la capacité de Fortis à financer l'acquisition d'ABN AMRO. L'action qui est déjà passée de 30 euros en avril 2007 à 18 euros en novembre, baisse régulièrement tandis que le marché s'interroge sur la solvabilité et la position de liquidité du groupe.
En juin 2008, alors que l'action vaut 12,50 euros, Fortis annonce une nouvelle augmentation de capital de 1,5 milliard réservée à des investisseurs institutionnels, la suppression du dividende intérimaire traditionnellement payé en septembre de chaque année et le probable paiement d'un dividende en nature sous forme d'actions en 2009. Ces décisions provoquent une levée de boucliers, et tandis que le cours tombe sous 10 euros, Jean-Paul Votron est remplacé par Herman Verwilst, un vieux routier du groupe censé rétablir la confiance.
En septembre 2008, les effets de la crise des subprimes s'accentuent, ainsi que les défauts bancaires. La position de liquidité du groupe devient critique et l'action continue à s'enfoncer, jusqu'à ce que le 26 septembre, l'action s'effondre de 21 %, à 5,20 euros, en un jour. Filip Dierckx succède alors à Herman Verwilst, et Maurice Lippens, Président du Conseil d’administration de Fortis Banque, démissionne, mais le groupe est en grave danger, le marché des prêts interbancaires lui étant dorénavant fermé du fait du manque de confiance.
Lors du week-end du 27 au 28 septembre, les États néerlandais et luxembourgeois acquièrent chacun 49 % du Fortis Bank Nederland et Fortis Banque Luxembourg, quand l'État belge acquiert 49 % de Fortis Banque Belgique (activités bancaires en Belgique mais maison mère des filiales étrangères, dont la néerlandaise et la luxembourgeoise), pour un total de 11,2 milliards. Parmi les conditions de ce plan de sauvetage, la revente des parts de Fortis dans ABN AMRO est imposée, et est supposée rapporter une dizaine de milliards d'euros à Fortis. Dans ce scénario, Fortis utiliserait alors le produit de la vente d'ABN pour racheter les parts cédées aux États, le résultat recherché étant un groupe assaini et revenu sur ses "frontières" d'avant l'aventure ABN.
Les problèmes ne se résolvent pourtant pas, et notamment à la suite du désistement du groupe ING auparavant intéressé par ABN, le gouvernement néerlandais de Balkenende impose, le 3 octobre, que Fortis leur vende la totalité de ses activités aux Pays-Bas, c'est-à-dire ABN AMRO mais aussi Fortis Bank Nederland et Fortis Insurance Nederland, pour 16,8 milliards d'euros,. Le dimanche 5 octobre, le démantèlement de Fortis est finalisé par le rachat, par BNP Paribas, de l'essentiel des activités bancaires et d'assurance de Fortis en Belgique et au Luxembourg.
Pour éviter une survente des actions Fortis, le titre est suspendu en Bourse entre le 4 octobre (inclus) et le 14 octobre (jour de la reprise). Quand l'action a repris sa cotation, l'annonce du démantèlement faite pendant la suspension a fait s'effondrer le cours de 77 % en une seule journée. L'action, qui cotait 5,41 € à la clôture du 3 octobre, est passée à 1,21 € à la clôture du 14 octobre. La dégringolade boursière s'est poursuivie les semaines suivantes, et le 21 novembre 2008, l'action Fortis valait 0,57 € à la clôture[réf. nécessaire].

### Fortisgate
Fortis n'est alors plus qu'une coquille ne contenant que quelques actifs épars, tel que Fortis Insurance International. Tandis que la Commission bancaire, financière et des assurances suspend la cotation de l'action Fortis jusqu'à ce que soient connus les détails de l'opération, les actionnaires envisagent diverses actions pour défendre leurs intérêts, à la fois contre la société, ses administrateurs, et les gouvernements concernés. Déboutés en première instance, la procédure d'appel favorable aux actionnaires, débouche le 19 décembre 2008 à la démission du gouvernement Leterme à la suite d'une immixtion supposée de l'exécutif dans le cours de la justice. Le 11 février 2009, l'Assemblée générale des actionnaires de Fortis a voté, à Bruxelles, contre la vente à BNP Paribas à 50,27 % et à 57 % contre la nationalisation par l'État néerlandais des services bancaires et d'assurances de Fortis Bank Nederland.

### Démantèlement partiel
Après des mois de procédures en sens divers, les assemblées générales des actionnaires des 28 et 29 avril 2009 approuvent l’ensemble des opérations, y compris la vente des actifs bancaires à BNP Paribas. Entretemps[Quand ?], en effet, l’État belge, BNP Paribas et Fortis ont négocié certaines modifications aux transactions d’octobre qui permettent à Fortis de maintenir une activité d’assurances aussi en Belgique.
Après transaction, les activités de Fortis Holding sont les suivantes : 
- Fortis Insurance Belgium à travers AG Insurance (anciennement Fortis AG) ;
- Fortis Insurance International (Royaume-Uni, France, Hong Kong, Luxembourg (Non-Vie), Allemagne, Turquie, Russie, l’Ukraine et des coentreprises à Luxembourg (Vie), au Portugal, en Chine, en Malaisie, en Inde et en Thaïlande) ;
- des actifs et passifs financiers de différents instruments de financement.

### Ageas
Fortis Holding conserve le droit d’user du nom Fortis, racheté par BNP Paribas, pendant deux ans. Dans le même temps, un contrat de distribution des produits d’assurances lie Fortis Holding et Fortis Banque jusque 2020. Les 28 et 29 avril 2010, à Bruxelles et à Utrecht, les actionnaires ont voté à plus de 93 % et 97 % le changement de nom de Fortis Holding en Ageas.
En juillet 2010, Ageas acquiert à PAI Partners, la compagnie d'assurances britannique Kwik Fit Insurance Services, présente notamment dans l'assurance automobile, pour 215 millions de livres. En février 2011, Ageas acquiert 31 % de la compagnie d'assurance turque Aksigorta pour 220 millions d'euros. En octobre 2011, Ageas vend ses activités d'assurances vie en Allemagne à Augur Capital. En septembre 2012, Ageas acquiert les activités britanniques d'assurances non-vie de Groupama pour 116 millions de livres.
En août 2014, AIG acquiert Ageas Protect, la filiale britannique d'assurance vie d'Ageas pour 181 millions de livres,. En parallèle, Ageas et BNP Paribas acquièrent les 50 % qu'ils ne possédaient pas, de la compagnie d'assurance non-vie italienne Ubi Assicurazioni, pour 75 millions d'euros, après l'acquisition des 50 autres pourcents en 2009,.
En août 2015, Axa vend ses activités au Portugal à Ageas pour 190 millions d'euros. Le même mois, Ageas vend ses activités basées à Hong Kong, regroupant 2 500 employés, au fonds d'investissement JD Capital pour l'équivalent de 1,4 milliard de dollars.
Le 14 avril 2024, la BNPP indique avoir racheté au conglomérat privé chinois Fosun International les 9% de l'assureur belge Ageas qu'il détient, pour 730 millions d'euros environ,.
En avril 2025, Ageas annonce acquérir Esure, une entreprise britannique d'assurance pour 1,5 milliard d'euros. Ageas annonce en parallèle lever 525 millions d'euros pour financer cette acquisition.

## Activité
Ageas est aujourd'hui un groupe d'assurance. Il est constitué de AG Insurance, de Ageas Insurance International, de AG Real Estate, de Ageas UK, de Ageas Portugal et d'une participation dans Royal Park Investments. 

### Les filiales dans le monde
- Belgique : AG Insurance (75 % + 1 share), AG Real Estate (filiale de AG Insurance à 100 %), Royal Park Investments (50,67 %)
- Royaume-Uni : Ageas UK Ltd (100 %)
- Portugal : Ageas Portugal Holdings SGPS (100 %)
- Turquie : AgeSA SA (40 %)
- Turquie : Aksigorta (36 %)
- Hong Kong : Ageas Asia Services Ltd (100 %)
- Hong Kong : WeTherapy Ltd (20 %)
- Malaisie : Maybank Ageas Holdings Berhad (31 %)
- Philippines : East West Ageas Life Insurance Corp (50 % + 1 share)
- Vietnam : MB Ageas Life Insurance Co Ltd (32 %)
- Thaïlande : Muang Thaï Group Holding Co Ltd (8 %)
- Thaïlande : Muang Thaï Holding Co Ltd (21 %)
- Thaïlande : Muang Thaï Insurance Public Co Ltd (15 %)
- Thaïlande : Muang Thaï Life Assurance Public Co Ltd (31 %)
- Thaïlande : Fuchsia Venture Capital Co Ltd (31 %)
- Chine : Taiping Asset Management Co Ltd (20 %)
- Chine : Taiping Life Insurance Co Ltd (25 %)
- Chine : Taiping Financial Services Co Ltd (12 %)
- Chine : Taiping Reinsurance Co Ltd (HK) (25 %)
- Inde : Ageas Federal Life Insurance Co Ltd (74 %)
- Inde : Royal Sundaram General Insurance (40 %)

### Données financières
Actionnaires au 20 avril 2019
| Nom                                         | Actions    | Ratio (%) |
| Ping An Insurance (Group) Co. of China Ltd. | 10 825 977 | 5,33      |
| Ageas SA/NV                                 | 06 078 220 | 2,99      |
| Schroder Investment Management Ltd.         | 05 671 571 | 2,79      |
| Norges Bank Investment Management           | 05 142 597 | 2,53      |
| The Vanguard Group, Inc.                    | 05 067 388 | 2,50      |
| Fosun International Ltd.                    | 04 244 112 | 2,09      |
| Invesco Asset Management Ltd.               | 03 608 398 | 1,78      |
| BlackRock Fund Advisors                     | 03 296 890 | 1,62      |
| Dimensional Fund Advisors LP                | 02 400 873 | 1,18      |
| Lyxor International Asset Management SAS    | 02 217 096 | 1,09      |